# あかつきけいいち
あかつきけいいち（1969年10月3日 - ）は、日本の漫画家。男性。千葉県柏市出身。早稲田大学文学部卒。
。

## 人物
1997年に『新台オフサイド』（パチスロパニック7）でデビュー。

## 漫画作品一覧
- アドリブオフサイド（1997年-2010年、パチスロパニック7→パニック7ゴールド、白夜書房、全6巻）[2]
- アドリブ店長R（2000年-連載中、パチンカーワールド→パチスロパニック7→パニック7ゴールド、白夜書房→ガイドワークス）[3]
- 超アドリブ王子（2000年-連載中、別冊パチスロパニック7、白夜書房→ガイドワークス）[4]
- アドリブ王子くん（2002年-2004年、パニック7ゴールド、白夜書房、全2巻）
- 青龍寺（2010年-2013年、パチスロパニック7、白夜書房→ガイドワークス）